# Nordkorea i olympiska spelen
Nordkorea deltog första gången vid olympiska vinterspelen 1964 i Innsbruck, och har varit med från och till vid både olympiska sommarspelen och olympiska vinterspelen sedan dess. Nordkorea har vunnit 2 medaljer i vinter-OS och sextien i sommar-OS.

## Medaljer

### Medaljer efter sommarspel
| Spel                | Guld        | Silver      | Brons       | Totalt      |
| 1972 München        | 1           | 1           | 3           | 5           |
| 1976 Montreal       | 1           | 1           | 0           | 2           |
| 1980 Moskva         | 0           | 3           | 2           | 5           |
| 1984 Los Angeles    | Deltog inte | Deltog inte | Deltog inte | Deltog inte |
| 1988 Seoul          | Deltog inte | Deltog inte | Deltog inte | Deltog inte |
| 1992 Barcelona      | 4           | 0           | 5           | 9           |
| 1996 Atlanta        | 2           | 1           | 2           | 5           |
| 2000 Sydney         | 0           | 1           | 3           | 4           |
| 2004 Aten           | 0           | 4           | 1           | 5           |
| 2008 Beijing        | 2           | 2           | 2           | 6           |
| 2012 London         | 4           | 0           | 3           | 7           |
| 2016 Rio de Janeiro | 2           | 3           | 2           | 7           |
| 2020 Tokyo          | Deltog inte | Deltog inte | Deltog inte | Deltog inte |
| 2024 Paris          | 0           | 2           | 4           | 6           |
| Totalt              | 16          | 18          | 27          | 61          |

### Medaljer efter vinterspel
| Spel                | Guld        | Silver      | Brons       | Totalt      |
| Innsbruck 1964      | 0           | 1           | 0           | 1           |
| Grenoble 1968       | Deltog inte | Deltog inte | Deltog inte | Deltog inte |
| Sapporo 1972        | 0           | 0           | 0           | 0           |
| Innsbruck 1976      | Deltog inte | Deltog inte | Deltog inte | Deltog inte |
| Lake Placid 1980    | Deltog inte | Deltog inte | Deltog inte | Deltog inte |
| Sarajevo 1984       | 0           | 0           | 0           | 0           |
| Calgary 1988        | 0           | 0           | 0           | 0           |
| Albertville 1992    | 0           | 0           | 1           | 1           |
| Lillehammer 1994    | Deltog inte | Deltog inte | Deltog inte | Deltog inte |
| Nagano 1998         | 0           | 0           | 0           | 0           |
| Salt Lake City 2002 | Deltog inte | Deltog inte | Deltog inte | Deltog inte |
| Turin 2006          | 0           | 0           | 0           | 0           |
| Vancouver 2010      | 0           | 0           | 0           | 0           |
| Sotji 2014          | Deltog inte | Deltog inte | Deltog inte | Deltog inte |
| Pyeongchang 2018    | 0           | 0           | 0           | 0           |
| Peking 2022         | Deltog inte | Deltog inte | Deltog inte | Deltog inte |
| Totalt              | 0           | 1           | 1           | 2           |

### Medaljer efter sommarsporter
| Sport         | Guld | Silver | Brons | Totalt |
| Tyngdlyftning | 5    | 8      | 5     | 18     |
| Brottning     | 3    | 2      | 7     | 12     |
| Gymnastik     | 3    | 0      | 0     | 3      |
| Boxning       | 2    | 3      | 4     | 9      |
| Judo          | 2    | 2      | 4     | 8      |
| Skytte        | 1    | 0      | 2     | 3      |
| Bordtennis    | 0    | 2      | 3     | 5      |
| Simhopp       | 0    | 1      | 1     | 3      |
| Volleyboll    | 0    | 0      | 1     | 1      |
| Totalt        | 16   | 18     | 27    | 61     |

### Medaljer efter vintersporter
| Sport                         | Guld | Silver | Brons | Totalt |
| Hastighetsåkning på skridskor | 0    | 1      | 0     | 1      |
| Short track                   | 0    | 0      | 1     | 1      |
| Totalt                        | 0    | 1      | 1     | 2      |